# Presupuesto de egresos de la federación
Lineamiento presentado en forma de anteproyecto a la Cámara de Diputados de México por parte de la Secretaría de Hacienda y Crédito Público (SHCP) con el objeto de programar el gasto de los recursos federales recaudados por medio de impuestos, derechos y aprovechamientos, y que se distribuye a los tres poderes de la Unión en sus tres niveles: federal, estatal y municipal.
- Datos: Q6085686

El poder ejecutivo está organizado en un conjunto de diversas instituciones que forman la Administración Pública
Federal. A su vez, esta última está clasificada en dos grandes grupos con características y propósitos bien
diferenciados:
En el primer grupo están las dependencias de la administración centralizada, que se integra por 17 secretarías de
Estado y la Consejería Jurídica del Ejecutivo Federal, cuyas atribuciones están consignadas en la Ley Orgánica de
la Administración Pública Federal.
Por su parte, la Fiscalía General de la República tiene autonomía, pues se rige por su propia ley orgánica ( su
titular debe ser ratificado por el Congreso). En este primer grupo se incluyen también 69 órganos desconcentrados,
constituidos para el cumplimiento de tareas específicas y que jurídica y administrativamente forman parte de las
secretarías de Estado y de la PGR.
El segundo grupo es el de las entidades de la administración paraestatal que reúne a un total de 213 organismos
desconcentrados, empresas de participación estatal, instituciones de crédito, institucionales nacionales de seguros y
fianzas y fideicomisos públicos. Estas entidades se rigen por la Ley Federal de las Entidades Paraestatales y su
Reglamento. La administración paraestatal se compone de entidades productoras de bienes o prestadoras de
servicios, que aunque podrían ser proporcionados por lo particulares, el Estado decide hacerlo por conducto de
empresas u organismos de los cuales es propietario, por razones de interés público o estratégicas, entre otras cosas.
Para los efectos de la programación, coordinación y conducción, las dependencias de la administración central
agrupan por sectores a las entidades paraestatales con las que tienen mayor afinidad en cuanto a funciones. La
máxima autoridad administrativa de las entidades está constituida por el órgano de gobierno, presidido regularmente
por un representante de la dependencia que actúa como coordinadora de sector.